# Lars Peder Brekk
Lars Peder Brekk, född 8 oktober 1955 i Vikna i Trøndelag fylke, är en norsk politiker som representerar Senterpartiet. Från 20 oktober 2009 till 18 juni 2012 var han statsråd i Landbruks- og matdepartementet i Regeringen Stoltenberg II. År 2000 var han statsråd i Fiskeridepartementet i Regeringen Bondevik I.